# Elisabeth Coudoux

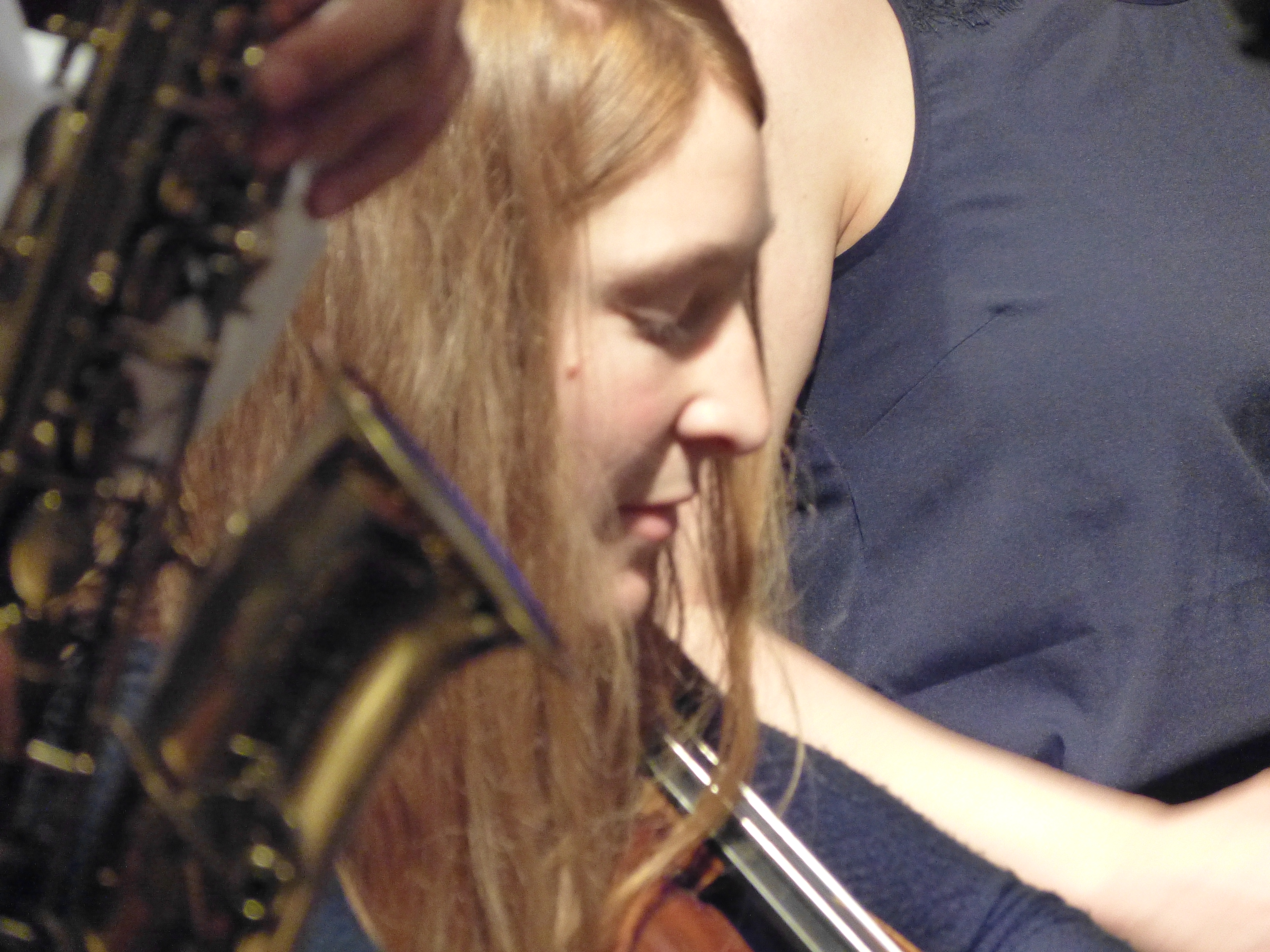
Elisabeth Coudoux (2015 im Konzert mit Lauren Newton und dem Komponistinnen-Kollektiv Sung Sound im Loft (Köln))

Elisabeth Coudoux (* 6. August 1985 in Meerane als Elisabeth Fügemann) ist eine deutsche Improvisationsmusikerin.

## Leben und Wirken
Coudoux studierte Violoncello an der Hochschule für Musik Carl Maria von Weber Dresden, das sie 2008 abschloss. Anschließend setzte sie bis 2012 ihr Studium an der Hochschule für Musik und Tanz Köln im Fach Jazzcello  fort. In der Kölner und Wuppertaler Improvisationsszene arbeitet sie u. a. mit Scott Fields, Matthias Muche, Paul Hubweber, Brad Henkel, Albrecht Maurer, Angelika Sheridan, Yoshiko Klein, Ute Völker, Udo Moll, Sebastian Gramss, Tanya Ury, Philip Zoubek und Leonhard Huhn sowie im Kölner Multiple Joy[ce] Orchestra und in der Formation Ensemble X von Carl Ludwig Hübsch. Weiterhin spielte sie im Wuppertaler Improvisations Orchester. Daneben ist sie als Interpretin Neuer Musik tätig; so war sie die Solistin der Uraufführung des Werkes Forma des Komponisten Michał Prynda.
Coudoux arbeitet besonders in eigenen Projekten, wie Emißatett (mit Matthias Muche, Robert Landfermann, Philip Zoubek und Etienne Nillesen) wofür sie komponiert (CD-Veröffentlichung 2015 beim Label schraum: qui-pro-quo-dis), außerdem im frei improvisierenden Celloquartett The Octopus (mit Hugues Vincent, Nora Krahl und Nathan Bontrager), Peuker 8 (mit Paul Peuker, Florian Lauer, Mark Weschenfelder, Clemens Pötzsch, Eugen Rolnik, Alina Gropper und Filip Sommer), Tonverbrechung (mit Nicola Hein, Sophie Reyer und Lukas Truniger), ZEHN (mit Philip Zoubek, Nicola Hein und Etienne Nillesen), phase::vier (mit Filippa Gojo, Zuzana Leharová, Svenja Doeinck), Trio CEL (mit Leonhard Huhn und Constantin Herzog) und Les Polychrome von Pegelia Gold. Neben ihrer Konzerttätigkeit ist Coudoux als Cellistin an Theater-Produktionen im Schauspiel Essen beteiligt und als Studiomusikerin tätig, u. a. bei Aufnahmen der Elektronikband Chapeau Claque und von Patricia Kelly.

## Preise und Auszeichnungen
Zwischen 1992 und 2003 wurde Coudoux mehrfach Preisträgerin bei „Jugend musiziert“ und „Jugend jazzt“ in Landes- und Bundeswettbewerben. 2002 war sie Preisträgerin der Musikakademie Meißen beim Meisterkurs von Peter Bruns. 

## Diskographische Hinweise
- Scott Fields String Feartet: Kintsugi (between the lines, 2013)
- Scott Fields Feartet: Haydn (between the lines, 2014), mit Axel Lindner
- Emißatett: qui-pro-quo-dis (Schraum, 2015), mit Matthias Muche, Robert Landfermann, Philip Zoubek, Etienne Nillesen
- Some Poems – Cello Solo (Leo Records, 2016)
- phase::vier Balkongeflüster (Klaeng Records 2017, mit Zuzana Leharová, Svenja Doeinck, Filippa Gojo, sowie Antoine Duijkers)
- Robert Landfermann & Elisabeth Coudoux Kehdata (Klaeng Records 2017)
- Tomeka Reid, Isidora Edwards, Elisabeth Coudoux: Reid/Edwards/Coudoux (Relative Pitch Records, 2024)